# ザ・キラー (2023年の映画)
『ザ・キラー』（原題：The Killer）は、ネオ・ノワールの流れを汲む、アメリカのアクション・スリラー映画。
アンドリュー・ケヴィン・ウォーカーが脚本を執筆し、デヴィッド・フィンチャーが監督を務めた。この映画は、アレクシス・ノランとLuc Jacamonによる同名のフランスのグラフィックノベルシリーズ『The Killer』を原作としている。この映画には、マイケル・ファスベンダーやチャールズ・パーネル、アーリス・ハワード、Sophie Charlotte、ティルダ・スウィントンが出演している。
第80回べネチア国際映画祭コンペティション部門出品作。

## あらすじ
「ザ・キラー」としてのみ知られる暗殺者がパリでホテルの部屋にいるターゲットを遠距離射撃で暗殺しようとするも、誤って売春婦を殺してしまう。ザ・キラーは逃走し、ドミニカ共和国の家に戻る。家は押し入られ、ガールフレンドのマグダラは侵入してきた二人に襲撃され尋問されて重傷を負うも、逃げて入院している。ザ・キラーは襲撃者を運んだタクシー運転手のレオを見つけ、二人がザ・ブルートと呼ばれて足を引きずる男と、エクスパートと呼ばれる「綿棒のような」女であったと聞き出した後に殺す。ザ・キラーはニュー・オーリンズに行き、弁護士を装う自分のハンドラーのホッジスの事務所に侵入する。自分の情報の入ったコンピューターを破壊し、ホッジスを痛めつけて襲撃者のことを聞き出そうとするもホッジスはすぐに死んでしまう。秘書のドロレスは殺されることを覚悟し、襲撃者の情報を渡す代わりに事故死に見せかけて殺されて、子供に保険金が渡るよう望む。ザ・キラーはドロレスの家に行き、襲撃者と暗殺依頼者の名を得た後にドロレスを階段から突き落として殺し、さらにホッジスの死体を始末する。ザ・キラーはフロリダに行ってザ・ブルートの家に侵入し、体格で勝るザ・ブルートを格闘の末に殺し、家に火炎瓶で火をつける。次にニューヨークに行き、高級レストランでエクスパートと対面し、人気のない公園に同行した上で殺す。ザ・キラーはシカゴに行き、暗殺依頼者である億万長者のクレイボーンのペントハウスに侵入する。旅の途中、警察は金持ちの殺人には強い関心を持つと思い出す。クレイボーンは、ザ・キラーに個人的な恨みはなく、暗殺に失敗したためにホッジスに余分に金を払って跡を消すよう依頼しただけだと言う。ザ・キラーはクレイボーンを殺さず、次に自分を狙ったならば時間をかけて苦しめて殺すと脅して去る。ザ・キラーはドミニカに戻り、回復途中のマグダラの隣に座る。

## 登場人物/キャスト
ザ・キラー
演 - マイケル・ファスベンダー、吹替 - 宮内敦士
名の知れない暗殺者
エキスパート
演 - ティルダ・スウィントン、吹替 - 山像かおり
マグダラを襲う暗殺者の一人
ホッジス
演 - チャールズ・パーネル、吹替 - 楠大典
弁護士を装うザ・キラーのハンドラー
クレイボーン
演 - アーリス・ハワード、吹替 - 二又一成
パリでの暗殺を依頼する億万長者
ドロレス
演 - ケリー・オマリー、吹替 - 林真里花
ホッジスの秘書
マグダラ
演 - Sophie Charlotte
ドミニカのザ・キラーの恋人の女性。
マーカス
演 - Emiliano Pernía
マグダラの弟。
レオ
演 - ガブリエル・ポランコ、吹替 - 新祐樹
ドミニカのタクシー運転手
ザ・ブルート
演 - Sala Baker
マグダラを襲う暗殺者の一人

## 製作

### 企画開発
2007年11月、デヴィッド・フィンチャーがMatzによるフランスのコミックthe 『The Killer』の映画化作品を監督することが発表され、Allesandro Camonが脚本を書き、ブラッド・ピットのプランBエンターテインメントが製作を担当し、パラマウント・ピクチャーズが配給することが明らかになった。2021年2月までに、この企画をNetflixに持ち込んだフィンチャーは、Netflixとオーバーオール契約（独占包括契約）を結んだことで、アンドリュー・ケヴィン・ウォーカーが脚本を執筆し、マイケル・ファスベンダーが主役を務めることになった。2021年6月には、フィンチャーが同年11月にパリで撮影を開始する予定だと報じられ、撮影監督のエリック・メッサーシュミットが参加することも確認された。さらに、10月にはティルダ・スウィントンが出演者に加わった。

### 撮影
2021年11月初旬にパリで主要撮影が始まり、ニューオリンズとドミニカ共和国でも撮影が行われる予定とされた。2022年1月、同年3月にイリノイ州セントチャールズで10日間の撮影が行われることが確定した。2022年3月28日、撮影の終了が発表された。

## 公開
2023年11月10日にNetflixで配信された。この公開日は、2023年1月18日にYouTubeにアップロードされたNetflixの2023年の映画公開スケジュールのプレビューで明らかにされた。